# Wielica
Wielica (Peridea) – rodzaj motyli z rodziny garbatkowatych.
Motyle o krępym, gęsto owłosionym ciele. Głowa jest zaopatrzona w niecałkowicie owłosione oczy złożone i uwstecznioną ssawkę, natomiast pozbawiona jest przyoczek. Czułki osiągają ⅓ długości przedniego skrzydła i wykazują znaczny dymorfizm płciowy w budowie, będąc obustronnie grzebykowanymi u samca, zaś piłkowanymi lub ząbkowanymi u samicy. Kształt tułowia jest gruby i krótki. Skrzydło przedniej pary ma wydłużony wierzchołek, skośną krawędź zewnętrzną i ząb na krawędzi tylnej. Skrzydło tylne jest owalne. Odnóża tylnej pary mają dwie pary ostróg na goleniach. Duży odwłok ma cylindryczny kształt.
Gąsienice są foliofagami żerującymi na liściach brzóz, buków, dębów, jabłoni i Pourthiaea. Owady dorosłe nie pobierają pokarmu i są aktywne nocą. Przylatują do sztucznych źródeł światła.
Przedstawiciele rodzaju zamieszkują krainy: nearktyczną, palearktyczną i orientalną.
Takson ten wprowadzony został w 1828 roku przez Jamesa Francisa Stephensa. Zalicza się doń 19 opisanych gatunków:
- Peridea albipuncta (Gaede, 1930)
- Peridea aliena (Staudinger, 1892)
- Peridea anceps (Goeze, 1781) – wielica zaczepka
- Peridea angulosa (Smith, 1797)
- Peridea basitriens (Walker, 1855)
- Peridea dichroma Kiriakoff, 1959
- Peridea elzet Kiriakoff, 1963
- Peridea ferruginea (Packard, 1864)
- Peridea hoenei Kiriakoff, 1963
- Peridea grahami (Schaus, 1928)
- Peridea graeseri (Staudinger, 1892)
- Peridea gigantea Butler, 1877
- Peridea jankowskii (Oberthür, 1879)
- Peridea korbi (Rebel, 1918)
- Peridea lativitta (Wileman, 1911)
- Peridea oberthueri (Staudinger, 1892)
- Peridea monetaria (Oberthür, 1879)
- Peridea moltrechti (Oberthür, 1911)
- Peridea sikkima (Moore, 1879)